# Regles angloamericanes de catalogació
Les Regles angloamericanes de catalogació (AACR) són unes normes catalogràfiques per a tota mena de materials de biblioteca que serveixen per a la creació de descripcions bibliogràfiques de documents de qualsevol tipus i format, i per a la tria de la forma dels encapçalaments (els punts d'accés) en els catàlegs de les biblioteques. Al llarg dels anys han estat actualitzades en profunditat per incorporar els canvis en els formats de les publicacions i així proporcionar millores en la catalogació. Van ser publicades conjuntament per l'ALA, la Library Association, i la Canadian Library Association el 1967, com a continuació d'altres normes catalogràfiques ja existents en l'àmbit anglosaxó. El 1978 es publicà la segona edició (AACR2), el 1988 la segona edició revisada (AACR2R), i la darrera versió (AACR2 2002) es publicà el 2002. Els canvis, correccions i esmenes fetes per mantenir el text actualitzat es recullen a Anglo-American Cataloguing Rules, Second edition, 2002 Revision (AACR2 2002), que abastaven fins a la darrera actualització publicada en la versió anglesa el 2005. L'any 2010 amb la publicació d'un nou codi catalogràfic, l'RDA Descripció i Accés al Recurs publicat pel JSC (Joint Steering Committee), les Regles quedaren definitivament superades.

## A Catalunya
Les Regles angloamericanes de catalogació (Anglo-American Cataloguing Rules) foren traduïdes per la bibliotecària i professora catalana Assumpció Estivill i Rius, i publicades per primera vegada per la Biblioteca de Catalunya l'any 1996. La comunitat bibliotecària catalana va adoptar aquesta normativa als anys vuitanta quan l'Institut Català de Bibliografia inicià la seva tasca de normalització en l'àmbit catalogràfic aplicant normatives d'abast internacional com l'ISBD o les AACR. L'any 2008 es va traduir i publicar la segona edició de les AACR2. Durant anys ha estat l'eina de construcció dels encapçalaments de noms i títols usada a Catalunya. Les AACR2 s'utilitzen a CANTIC, el Catàleg d'autoritats de noms i títols de Catalunya, que coordina la Biblioteca de Catalunya. La publicació del nou codi RDA, que presenta un canvi conceptual en les normes, que segueixen el model FRBR, implicarà properament també a Catalunya l'abandó d'AACR a favor d'RDA.